# 熊本バス砥用出張所

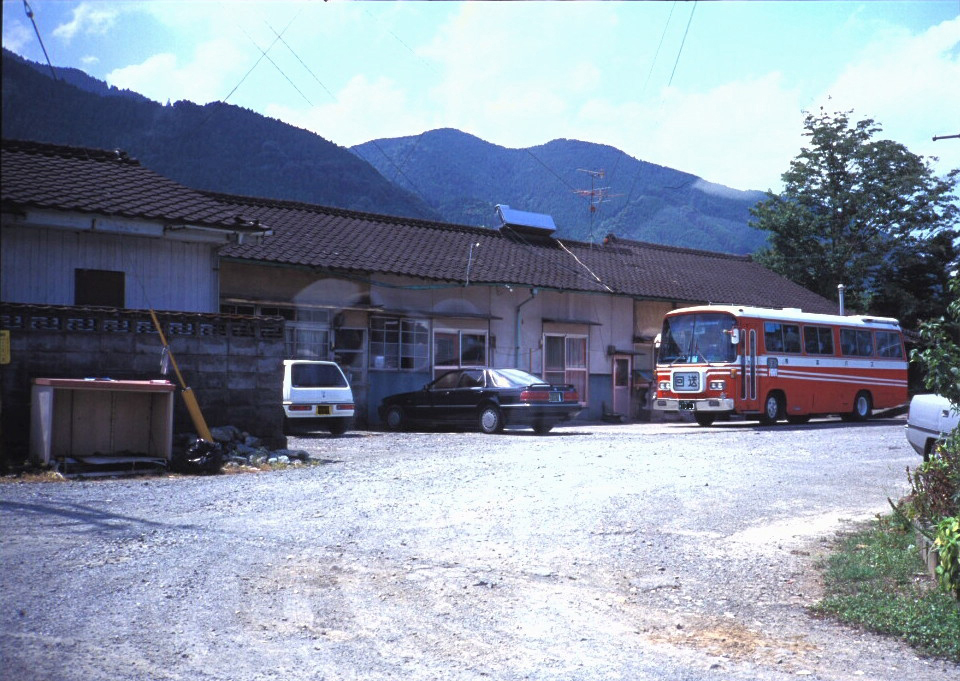
熊本バス砥用営業所（1995年当時、旧・砥用駅駅舎）

熊本バス砥用出張所（くまもとバスともちしゅっちょうじょ）は、熊本バスのバス出張所の一つ。

## 概要
- 主に砥用学校前停留所 - 永富停留所を発着便を担当。
- 1964年まで熊延鉄道が走っており、砥用営業所（当時）は砥用駅と併設されていた。

- 所在地：熊本県上益城郡美里町永富465番地
- 最寄りバス停：永富（主な行き先表記は「砥用」など）

## 担当路線
- 2024年（令和6年）10月改正、路線名・系統・運行ルートも2024年10月現在のものを表記。
- 熊本桜町バスターミナルは以下「桜町BT」と省略。
- ここでは砥用出張所担当路線のみを記載とする。

| 路線名                    | 系統 | 運行区間 | 備考 |
| ------------------------- | ---- | --- | ---- |
| 辺場線                    | M4-2 | 桜町BT - 新市街 - 南熊本 - 田迎 - 中の瀬車庫 - イオンモール熊本 - 辺場 - 甲佐 - 寒野 - 砥用中央 - 砥用・学校前                                       |      |
| 健軍線 （甲佐砥用線経由） | K2-5 | 桜町BT - 通町筋 - 水前寺公園前 - 県庁前 - 神水町 - 健軍電停前 - 秋津レークタウン - 六嘉 - 御船町恐竜博物館前 - 甲佐 - 寒野 - 砥用中央 - 砥用・学校前 |      |

### 廃止路線
- 2007年3月末廃止
  - 「名越谷線」永富 - 三加 - 名越谷 - 吐合
  - 「早楠線」　永富 - 五反田 - 柳谷 - 下津留
- 2011年3月末廃止
  - 「下福良線」永富 - 砥用学校前 - 内山 - 海洋センター - 下福良

※上記の3路線は、同町委託の乗合タクシーを運行。
- 2015年9月末廃止
  - 南15 「甲佐砥用線（田迎・御船経由）」交通センター - 中の瀬車庫 - クレア - 御船町恐竜博物館前 - 甲佐営業所 - 寒野 - 砥用学校前
  ※嘉島町の六嘉 - 砥用間の路線を東11（健軍線＜甲佐砥用線経由便＞）に一本化行ったため廃止。
  - 南21 「辺場線（急行）」砥用学校前（美里町立砥用小学校） → （※砥用　－辺場間は各停） → 辺場 → 鯰（浜線バイパス） → 出仲間（浜線バイパス) → 本荘町 → 交通センター
　※1本/日の片道便しか無かったため急行便を廃止。